# Nässjö (gemeente)
Nässjö is een Zweedse gemeente in Småland. De gemeente behoort tot de provincie Jönköpings län. Ze heeft een totale oppervlakte van 992,2 km² en telde 29.377 inwoners in 2004.

## Plaatsen
| #  | Tätort      | Befolkning |
| -- | ----------- | ---------- |
| 1  | Nässjö      | 16 463     |
| 2  | Bodafors    | 1 982      |
| 2  | Forserum    | 1 982      |
| 4  | Malmbäck    | 1 016      |
| 5  | Anneberg    | 874        |
| 6  | Solberga    | 419        |
| 7  | Grimstorp   | 385        |
| 8  | Fredriksdal | 318        |
| 9  | Äng         | 301        |
| 10 | Flisby      | 215        |
| 11 | Stensjön    | 208        |
| 12 | Ormaryd     | 195        |
| 13 | Sandsjöfors | 155        |